# Pico Outlook
O Pico Outlook (em inglês:  Outlook Peak) é uma montanha na região de Qikiqtaaluk, Nunavut, Canadá. Fica na Ilha Axel Heiberg, sendo a mais alta montanha da ilha, com 2210 m de altitude.